# Ortheziolamameti kosztarabi
Ortheziolamameti kosztarabi är en insektsart som först beskrevs av Ferenc Kozár och Miller 2000.  Ortheziolamameti kosztarabi ingår i släktet Ortheziolamameti och familjen vaxsköldlöss.
Artens utbredningsområde är Angola. Inga underarter finns listade i Catalogue of Life.